# شارة ولي العهد الملك زفونيمير
شارة ولي العهد الملك زفونيمير ((بالكرواتية: Red krune kralja Zvonimira)‏) كانت شارة  تم منحها من قبل دولة كرواتيا المستقلة (NDH). وقد تم تأسيسها على أنها «علامة بارزة للديكور من أجل المزايا التي تم إنجازها، في سلام أو في الحروب، للشعب الكرواتي ودولة كرواتيا المستقلة». تم تأسيسها من قبل الزعيم الكرواتي أنتي بافليتش في 15 مايو 1941. حاملي النظام الكبير والدرجة الأولى من الشارة يعطون لقب فارس (vitez).